# Salvador Ichazo
Salvador Ichazo Fernández (San José de Mayo, 26 gennaio 1992) è un calciatore uruguaiano, portiere del Deportivo Pereira.

## Caratteristiche tecniche
Ichazo è un portiere moderno che fa delle uscite alte e della grande reattività sui calci di rigore i propri punti di forza.

## Carriera

### Club

#### Danubio
Milita fin dal 2006 nel Danubio, prima giocando con le formazioni giovanili e poi venendo aggregato alla prima squadra. Nel 2013 vince il Torneo Apertura e nel 2014 vince la finale scudetto della Primera División Profesional, dopo che i suoi hanno raggiunto il pareggio al 118', ha neutralizzato ben 4 tiri dagli undici metri contro i Montevideo Wanderers, vincendo così il suo primo campionato, il quarto nella storia del Danubio.
Nella stessa stagione vince anche il titolo di miglior portiere del torneo.

#### Torino e prestiti
Il 26 gennaio 2015 viene ufficializzato il passaggio al Torino con la formula del prestito semestrale con diritto di riscatto.
Arriva in granata ricoprendo il ruolo di secondo portiere, insidiando il titolare Padelli, per via delle ottime impressioni date in allenamento. La grande occasione arriva all'ultima giornata del campionato, dove, contro il Cesena, il portiere uruguaiano giocherà titolare, nella partita vinta 5-0 dai granata.
Il 17 luglio 2015 il suo cartellino viene riscattato dai granata, per una cifra di circa 1,2 milioni, diventando interamente un portiere del Torino. Durante la stagione successiva colleziona 6 presenze totali con i granata tra campionato e Coppa Italia.
Il 31 agosto 2016 si trasferisce in prestito al Bari. Debutta alla quinta giornata contro la Ternana, collezionando poi altre 2 presenze e subendo 5 gol complessivi.
Il 31 gennaio 2017 passa in prestito al Danubio.

#### Ritorno al Torino e Genoa
Terminata la seconda esperienza in patria, torna al Torino per la stagione 2017-2018 ed occupa il ruolo di terzo portiere.
L'anno seguente, a seguito della cessione di Vanja Milinković-Savić, diventa il secondo portiere dei granata. Il 15 dicembre 2018, nel derby della Mole, vinto poi 1-0 dalla Juventus con gol di Cristiano Ronaldo, sostituisce Sirigu nella prima frazione di gioco, dopo un infortunio di quest'ultimo, tornando a giocare in Serie A con la maglia granata dopo più di 2 anni.
A fine stagione, dopo avere giocato 3 gare in campionato e avere avuto una ciste alla mascella (per cui è stato operato con successo), rimane svincolato dal Torino.
Resta senza squadra fino al 14 febbraio 2020, giorno in cui firma per il Genoa, dove sostituisce Jandrei.

#### Danubio
Terminato il contratto con il Genoa (con cui non ha mai giocato) il 7 agosto 2020 fa ritorno (questa volta a titolo definitivo) al Danubio.

### Nazionale
Nel 2009 partecipa con la Nazionale uruguaiana Under-17 ai Mondiali di categoria in Nigeria, dove difende la porta per quattro delle cinque partite disputate dalla Celeste, eliminata ai quarti di finale.
Nel maggio 2011 vince la Suwon Cup con la Nazionale uruguaiana Under-20.
Sempre con l'Under-20, il 15 luglio 2011 viene convocato per i Mondiali di categoria che la sua squadra chiude con l'eliminazione nella fase a gironi, nella quale Ichazo gioca tutte e tre le partite.

## Statistiche

### Presenze e reti nelle squadre di club
Statistiche aggiornate al 14 febbraio 2020.
| Stagione        | Squadra         | Campionato      | Campionato | Campionato | Coppe nazionali | Coppe nazionali | Coppe nazionali | Coppe continentali | Coppe continentali | Coppe continentali | Altre coppe | Altre coppe | Altre coppe | Totale | Totale |
| Stagione        | Squadra         | Comp            | Pres       | Reti       | Comp            | Pres            | Reti            | Comp               | Pres               | Reti               | Comp        | Pres        | Reti        | Pres   | Reti   |
| --------------- | --------------- | --------------- | ---------- | ---------- | --------------- | --------------- | --------------- | ------------------ | ------------------ | ------------------ | ----------- | ----------- | ----------- | ------ | ------ |
| gen.-giu. 2015  | Torino          | A               | 1          | 0          | CI              | 0               | 0               | UEL                | 0                  | 0                  | -           | -           | -           | 1      | 0      |
| 2015-2016       | Torino          | A               | 3          | -5         | CI              | 3               | -6              | -                  | -                  | -                  | -           | -           | -           | 6      | -11    |
| 2016-gen. 2017  | Bari            | B               | 3          | -5         | CI              | 0               | 0               | -                  | -                  | -                  | -           | -           | -           | 3      | -5     |
| gen.-giu. 2017  | Danubio         | PD              | 5+4        | -9+-2      | -               | -               | -               | CS                 | 1                  | 0                  | -           | -           | -           | 10     | -11    |
| 2017-2018       | Torino          | A               | 0          | 0          | CI              | 0               | 0               | -                  | -                  | -                  | -           | -           | -           | 0      | 0      |
| 2018-2019       | Torino          | A               | 3          | -2         | CI              | 1               | 0               | -                  | -                  | -                  | -           | -           | -           | 4      | -2     |
| Totale Torino   | Totale Torino   | Totale Torino   | 7          | -7         |                 | 4               | -6              |                    | 0                  | 0                  |             |             |             | 11     | -13    |
| feb.-giu. 2020  | Genoa           | A               | 0          | 0          | CI              | -               | -               | -                  | -                  | -                  | -           | -           | -           | 0      | 0      |
| Totale carriera | Totale carriera | Totale carriera | 19         | -23        |                 | 4               | -6              |                    | 1                  | 0                  |             | -           | -           | 24     | -29    |